# Don Ho
Donald Tai Loy Ho, appelé « Don » Ho (né le 13 août 1930 à Honolulu, Hawaï et mort le 14 avril 2007, est un chanteur et animateur de télévision américain.